# Nicky Grist
Nicky Grist (ur. 1 listopada 1961 w Ebbw Vale) – były walijski pilot rajdowy.
Grist pilotował między innymi Colina McRae (w latach 1997-2002 oraz 2005-2006), Armina Schwarza i Juhę Kankkunena.
Jest właścicielem Akademii Pilotów Nicky'ego Grista (Nicky Grist Co-Driver Academy), która kształci i promuje młodych pilotów rajdowych. Jest także właścicielem firmy Nicky Grist Motorsports Ltd, która sprzedaje produkty stosowane w sportach motorowych.
Mieszka z żoną i dziećmi w Abergavenny (hr. Monmouthshire).